# Neil Hardin
Neil Hardin (de son vrai nom Neil Cameron Hardin) est un acteur américain du cinéma muet, né le 20 septembre 1880 à Louisiana (Missouri) et mort le 22 novembre 1969 dans la même ville.

## Biographie
Neil Hardin fut l'époux de l'actrice Gloria Payton et disparut des écrans au début des années 1920.

## Filmographie
- 1915 :
  - The Broken Coin
  - The Masked Substitute
  - The Mayor's Decision
- 1916 :
  - His Majesty Dick Turpin
  - Born of the People
  - The Madcap Queen of Crona
  - Behind the Mask
  - The Ancient Blood
  - The Dupe Poisoned Lips
- 1917 :
  - Petite Cendrillon (Sunshine and Gold)
  - The Yellow Bullett
  - The Neglected Wife
  - The Understudy Who Is Number One?
- 1918 : 
  - The Price of Folly
  - The Midnight Burglar
  - Angel Child
  - Little Miss Grown-Up
- 1919 :
  - Johnny-on-the-Spot
  - Modern Husbands
- 1920 :
  - The Dangerous Talent
  - The Girl in the Rain[1]